# Synagoga w Zaklikowie
Synagoga w Zaklikowie – synagoga znajdująca się w Zaklikowie przy ulicy Strażackiej.
Synagoga została zbudowana pod koniec XIX lub na początku XX wieku. Podczas II wojny światowej zdewastowana przez hitlerowców. Po zakończeniu wojny została przebudowana na kino, które później zastąpiono dyskoteką „Klub Gejzer”. Teraz w budynku mieszczą się sklepy odzieżowo-przemysłowe.